# Alburnoides prespensis
Alburnoides prespensis és una espècie de peix cipriniforme de la família dels ciprínids.